# أوشا (أغنية الجليد والنار)
أوشا (بالإنجليزية: Osha)‏ هي شخصية خيالية في سلسلة روايات الخيال الفنتازيا الملحميّة أغنية الجليد والنار للمؤلف الأمريكي جورج آر. آر مارتن، وفي المسلسل التلفزيوني صراع العروش. في المسلسل، لعبت دورها ناتاليا تينا.[1] في الروايات، تعمل أوشا كشخصية ثانوية نسبيًا تساعد أطفال آل ستارك، بران وريكون، بشكل مستمر، بعد أن أصبحت سجينة وخادمة لاحقًا في عالم أغنية الجليد والنار. في المسلسل التلفزيوني، تعمل كشخصية رئيسية خلال المواسم الأولى من المسلسل، مع خلفية مماثلة لنظيرتها في الرواية.
في الروايات، تم تقديم أوشا لأول مرة في لعبة العروش (1996) كامرأة الهمج ما وراء الجدار تعبد آلهة الغابة القديمة. في محاولة للفرار من الآخرون (المعروفين باسم المشاة البيض في المسلسل التلفزيوني)، تغامر بالذهاب جنوب الجدار للهروب من الحرب المحتملة التي على وشك الحدوث. ومع ذلك، تعرضت أوشا في البداية للهجوم من قبل آل ستارك من وينترفيل، وسجنتهم مؤقتًا بسبب طبيعتها الهمجية. اكتسبت لاحقًا ثقة أهل وينترفيل، وأصبحت صديقة في النهاية لبران وريكون ستارك، وعملت كوصية عليهم. تعود أوشا لاحقًا في صدام الملوك (1998) وتساعد أولاد ستارك على الفرار من ثيون جرايجوي والبقاء على قيد الحياة بعد نهب وينترفيل. ثم تتخذ قرارًا بمرافقة ريكون إلى بر الأمان بينما يتجه بران شمالًا، وتنقذ المايستر لوين من بؤسه. على الرغم من أن مكان وجودها ظل مجهولاً لبعض الوقت، فقد تم ذكرها عدة مرات في عاصفة السيوف (2000) ووليمة للغربان (2005). في رقصة مع التنانين (2011)، تم الكشف عن أن أوشا وريكون وشاجيدوج يبحثون حاليًا عن ملجأ في سكاجوس.
لعبت الشخصية دورًا ثانويًا في الكتب، لكن دورها أصبح أكثر بروزًا في المسلسل التلفزيوني. اكتسبت أوشا سمعة قوية خلال ظهورها الأولي في المواسم الثلاثة الأولى من المسلسل المقتبس من إتش بي أو، قبل أن يتم حذفها من الموسمين التاليين. عادت الشخصية في حلقة الموسم السادس «الحانث بالعهد» وقُتلت لاحقًا في الحلقة التالية بواسطة رامزي بولتون. كان موت أوشا موضوعًا لانتقادات مختلطة وسلبية بشكل أساسي بسبب تطورها الواعد في الموسم الثالث، ومدى سرعة حدوث المشهد. ومع ذلك، تلقت الشخصية في المسلسل التلفزيوني استجابة إيجابية من النقاد، الذين استشهدوا بأوشا كواحدة من أكثر الشخصيات إثارة للاهتمام في المسلسل، وأشادوا مسار قصتها وشخصيتها المحبوبة وتطورها. كما تلقى أداء تينا في دور أوشا الثناء من مارتن نفسه، الذي فضل الشخصية في المسلسل على كتابته الأصلية.